# Sekiu (Washington)
Sekiu es un área no incorporada ubicada en el condado de Clallam en el estado estadounidense de Washington.

## Geografía
Sekiu se encuentra ubicado en las coordenadas 48°15′38″N 124°18′10″O / 48.26056, -124.30278.